# Gert Hofmann
Pour les articles homonymes, voir Hofmann.
Compléments
Académie allemande pour la langue et la littérature
Gert Hofmann, né le 29 janvier 1931 à Limbach-Oberfrohna et mort le 1er juillet 1993 à Erding, est un écrivain allemand.

## Biographie
Il obtient le prix Ingeborg Bachmann en 1979 pour Die Fistelstimme (La Voix de fausset, non traduit) et le prix Alfred Döblin en 1981.

## Œuvres traduites en français
- Le Cheval de Balzac [« Gespräch über Balzacs Pferd »], trad. de Martine Keyser, Paris, Éditions Robert Laffont, coll. « Pavillons », 1983, 199 p.  (ISBN 2-221-00802-2)
- Notre conquête… [« Unsere Eroberung »], trad. de Martine Keyser, Paris, Éditions Robert Laffont, coll. « Pavillons », 1986, 261 p.  (ISBN 2-221-04607-2)
- Pierre, Edgar et le loup, trad. d’Henri Christophe, Arles, France, Actes Sud, coll. « Papiers », 1987, 38 p.  (ISBN 2-86943-113-9)
- La Chute des aveugles [« Der Blindensturz »], trad. de Martine Keyser, Paris, Éditions Robert Laffont, coll. « Pavillons », 1987, 155 p.  (ISBN 2-221-04979-9)
- Notre amnésie [« Unsere Vergesslichkeit »], trad. de Martine Keyser, Paris, Éditions Robert Laffont, coll. « Pavillons », 1989, 239 p.  (ISBN 2-221-05493-8)
- Juste avant les pluies [« Vor der Regenzeit »], trad. de Michel et Susi Breitman, Paris, Éditions Robert Laffont, coll. « Pavillons », 1990, 357 p.  (ISBN 2-221-05952-2)
- Le Conteur de cinéma [« Der Kinoerzähler »], trad. de Michel et Susi Breitman, Paris, Éditions Robert Laffont, coll. « Pavillons », 1993, 293 p.  (ISBN 2-221-07110-7)
- Conversation à bord du Titanic, lors de son naufrage entre sir John Jacob Astor et son coiffeur. Et autres nouvelles [« V Tolstois Kopf »], trad. de Bernard Kreiss, Arles, France, Actes Sud, coll. « Lettres allemandes », 1993, 165 p.  (ISBN 2-86869-955-3)
- Le Bonheur [« Das Glück »], trad. de Michel et Susi Breitman, Paris, Éditions Calmann-Lévy, 1994, 268 p.  (ISBN 2-7021-2355-4)
- Sur la tour [« Auf dem Turm »], trad. de Bernard Kreiss, Arles, France, Actes Sud, coll. « Littérature allemande », 1994, 221 p.  (ISBN 2-7427-0174-5)
- La Dénonciation [« Die Denunziation »], trad. d’Evelyne Brandts, Paris, Maren Sell Éditeurs, coll. « Petite bibliothèque européenne du XXe siècle », 1992, 126 p.  (ISBN 2-7021-2151-9)[1]
- La Petite Marchande de fleurs [« Die kleine Stechardin »], trad. de Michel et Susi Breitman, Paris, Éditions Robert Laffont, coll. « Pavillons », 1996, 247 p.  (ISBN 2-221-07859-4)
- Notre philosophe [« Veilchenfeld »], trad. de Yasmin Hoffmann et Maryvonne Litaize, Arles, France, Actes Sud, coll. « Littérature allemande », 1997, 134 p.  (ISBN 2-7427-1033-7)[2]
- Le retour à Riga du fils prodigue J.M.R. Lenz ["Die Rückkehr des verlorenen Jakob Michael Reinhold Lenz nach Riga"], trad. de Henri-Alexis Baatsch, Editions Pontcerq, 2022, 88 p.  (ISBN 978-2-919648-33-7)